# Madhugirihalli, Bangalore North
Madhugirihalli là một làng thuộc tehsil Bangalore North, huyện Bangalore Urban, bang Karnataka, Ấn Độ.